# South Weber
South Weber es una ciudad ubicada en el condado de Davis en el estado estadounidense de Utah. En el año 2000 tenía una población de 4.260 habitantes. South Weber se localiza dentro de los límites metropolitanos de las ciudades de Ogden/Clearfield. Fue el lugar donde ocurrió la batalla entre los seguidores religiosos de Joseph Morris—un grupo de disidentes de La Iglesia de Jesucristo de los Santos de los Últimos Días—y el gobierno del Territorio de Utah en 1862.

## Geografía
South Weber se encuentra ubicado en las coordenadas 41°7′54″N 111°55′50″O / 41.13167, -111.93056. Según la Oficina del Censo, la localidad tiene un área total de 12 km² (4,6 mi²), de la cual toda es tierra.

## Demografía
Según la Oficina del Censo en 2000, había 4.260 personas y 989 familias residentes en el lugar, 95.2% de los cuales eran personas de raza blanca.
Según la Oficina del Censo en 2000 los ingresos medios por hogar en la localidad eran de $70,656, y los ingresos medios por familia eran $72,063. Los hombres tenían unos ingresos medios de $48,214 frente a los $31,250 para las mujeres. La renta per cápita para la localidad era de $19,112. Alrededor del 5.7% de la población estaban por debajo del umbral de pobreza, ninguno de los cuales tiene más de 64 años.